# Artur Broda
Artur Broda (* 22. Oktober 1989 in Ustroń) ist ein ehemaliger polnischer Nordischer Kombinierer.

## Karriere
Broda, der für KS Wisła Ustronianka startete, war mehrfacher polnischer Juniorenmeister und nahm als Jugendlicher auch am Schüler-Grand-Prix teil. 2007 gab er zunächst sein Debüt im B-Weltcup, um wenige Wochen später auch im Weltcup erstmals an den Start zu gehen. Allerdings blieb Broda auf internationaler Ebene weitgehend erfolglos und erzielte lediglich in der Continental-Cup-Saison 2008/09 Punkte. Bei seinen beiden Teilnahmen an Nordischen Junioren-Skiweltmeisterschaften in den Jahren 2007 und 2008 war sein bestes Einzelresultat ein zwanzigster Platz.
Auf nationaler Ebene gehörte Broda zur polnischen Spitze in der Nordischen Kombination und konnte sowohl 2007 als auch 2008 den Meistertitel gewinnen. Darüber hinaus wurde er 2007 gemeinsam mit Adam Małysz, Piotr Żyła und Rafał Śliż von der Skalite-Normalschanze in Szczyrk Skisprungmeister.

## Statistik

### Continental-Cup-Platzierungen
| Saison  | Platz | Punkte |
| ------- | ----- | ------ |
| 2008/09 | 62.   | 49     |